# جمعه‌مسجد
جمعه‌مسجد، مسجدی در شهر اردبیل در شمال غربی ایران است.
این بنا از مهم‌ترین و قدیمی‌ترین مساجد اسلامی ایران و آذربایجان به‌شمار می‌رود. دوره ساخت مسجد مربوط به سلجوقیان می‌باشد. در بدنه مناره مسجد فرمان اوزون حسن آق قویونلو و کتیبه‌ای که تاریخ ۸۷۸ هجری را دارد و ابعاد آن ۸۰/۹ × ۵۰/۱۲ متر می‌باشد. سازه اصلی مسجد از نوع آجر می‌باشد.
این مسجد یکی از بناهای تاریخی و ثبت ملی استان اردبیل با قدمتی ۸۰۰ ساله با هنر و معماری اصیل ایرانی  مربوط به دوران سلجوقیان  شامل حیاط و ایوان و طاق باشکوهی که در حمله مغول‌ها تخریب شده و  قسمتی از مسجد سالم مانده است. ساختمان اصلی بنا، در حال حاضر از بین رفته است و آنچه که از بنای مسجد باقی مانده، صرفا گنبدخانه و ایوان مسجد بزرگ می باشد. اگرچه قدمت مسجد به دوره سلجوقی می‌رسد، اما معماری مسجد با معماری مساجد دوره سلجوقی یک تفاوت بزرگ دارد، به این مضمون که مساجد دوره سلجوقی اغلب چهارایوانی بوده‌اند، اما این مسجد چهارایوانی نیست.
این بنا در بهمن ماه ۱۴۰۲ با تبدیل  به عنوان پایگاه ملی میراث فرهنگی و عضویت مرکز اردبیل در فهرست فدراسیون جهانی شهرهای گردشگری قرار گرفت.

## ریشه های تاریخی
به گفته بیوک جامعی (۱۳۷۹)این مسجد مربوط به دوران سلجوقیان است که کنار آتشکده ای قرار گرفته و ساختمان قبلی مسجد مربوط به آتشکده بوده‌است جمعه مسجد شامل حیاط و ایوان و طاق باشکوهی بوده که در حمله مغولها تخریب شده و فعلاً قسمتی از مسجد سالم است.
این مسجد که در برخی از نسخه‌ها و کتاب‌ها از آن به عنوان مسجد جامع نیز یاد شده، بازمانده مسجد عظیم و گسترده و کم‌نظیری است که در دوره‌های مختلف اسلامی به ویژه دوره سلجوقی شکل گرفته و تا اوایل دوره صفوی آباد بوده‌است. اینکه از چه تاریخی این مسجد بر روی آثار پیش از اسلام ساخته شده اطلاعی در دست نیست اما بررسی‌هایی که هیئت کاوشگری ایرانی انجام داده‌است نشان می‌دهد این مسجد در قرون اولیه اسلامی ساخته شده‌است. مسجد دوره‌های سلجوقی و ایلخانی بسیار گسترده‌تر و عظیم تر و وسیع تر از بنای مکعبی فعلی بوده و بنای سرپای موجود صرفاً گنبدخانه و ایوان مسجد بزرگ را تشکیل داده‌است. تک منار استوانه‌ای شکل آجری آن از یادگارهای زمان سلجوقی است. مرور زمان باعث شده‌است اجزای بنا تا حدی که امروز دیده می‌شود ویران شود. همچنین به دلیل تصرفاتی که افراد در حریم و تپه به عمل آورده‌اند و منازلی که روی دامنه آن احداث شده، به تدریج از وسعت این مسجد کاسته‌است و مساحت آن را به اندازه کنونی تقلیل داده‌است.
این مسجد آخرین بار در دوران ایلخانیان مورد مرمت قرار گرفته‌است. کاوشهای باستان‌شناسی که برای شناخت مختصات تاریخی بنا از سال ۱۳۶۷ توسط سازمان میراث فرهنگی شروع شده، پس از خاکبرداری از لایه‌های خاک و برچیدن قبرهای متاخر، سرستون‌های آجری و قسمتی از دیوار شبستان مسجد عتیق را که متعلق به دوره ایلخانی بوده از خاک بیرون آورد که تاریخ روشن مسجد و چگونگی الحاقات و تکامل آن را طی ادوار مختلف تا حدی مشخص نمود و قرار است نتایج این تحقیق توسط هیئت علمی تدوین و مشخص گردد. وجود آجرهای مستعمل در این بنا، تزیینات کاشیکاری و گچبری و نقش مهرها در بندکشی و فواصل آجرها قابل مقایسه با سایر بناهای دوره سلجوقی در آذربایجان است. علت اصلی انهدام و خرابی مسجد، زلزله شدیدی بوده که موجب تخریب این بنا شده‌است. تعمیرات که در قرن هفتم، قسمت اساسی بنا و گنبد آن صورت گرفته‌است.

## شکل گیری مسجد
شکل‌گیری و نقشه مسجد جمعه اردبیل برخلاف مساجد دوره سلجوقی که اغلب به صورت چهار ایوانی بنا می‌شده ساخته شده‌است. این موضوع یکی از مختصات استثنایی پلان مسجد جمعه اردبیل محسوب می‌شود. در زیر تالار اصلی مسجد، به منظور تسهیل عبور و مرور مردم و دسته‌ها و اجتماعات، دهلیزها و راهروهایی به صورت شبکه‌ای منظم و محاسبه شده ساخته شده‌است که در فاصله هر دو متر به صورت چهار راهی متقاطع این معبرها دیده می‌شوند و بلندی هر یک از این راهروهای زیرزمینی ۱۹۰ سانتی‌متر و دارای ۸۰ سانتی‌متر پهنا می‌باشد.
بنای اصلی مسجد که هم‌اکنون محوطه مکعبی آن سرپاست، در دوره آبادانی دارای گنبدی بوده که گریو گنبد آن دارای ترکیبهای متعدد منشوری بسیار زیباست که قطاربندی با تزیینات کاشی معرق دارد و کاربندی زیر گنبد نیز بدین شکل بوده که در هر یک از گوشه‌های این مربع سه کنج با لچکیهای بزرگی ساخته شده که هریک دارای دو روزن مستطیلی شکل برای نورگیری و کسب روشنایی برای محوطه محراب بوده‌است.
محوطه اصلی و مربع شکل مسجد در قسمت غربی و شرقی دارای تاقنماهای متعدد است که در هر بدنه تعداد آن‌ها سه دهنه‌است که در میان هر یک از تاقنماها راهروهای باریکی به صورت معبر به قسمت‌های مختلف مسجد از جمله به نمازخانه و شبستان بزرگ راه پیدا می‌کند. ایوان مجاور گنبدخانه هم‌اکنون به صورت مسجدی دایر، مورد استفاده اهالی محل است که با همان شبکه راه‌های زیرزمینی از طرف جنوب به محوطه محراب و از طرف بدنه غربی و شرقی به راهروهای زیرزمینی منتهی می‌شود. پوشش فعلی مسجد به صورت سقف تیر پوشی مسطح با استفاده از سه ردیف پایه ستون‌های سه تایی می‌باشد که در زمان قاجار ساخته شده‌است. به هر حال در این تعمیرات هرگز به تخریب گریو گنبد و بقایای تزیینی آن اقدام نشده‌است.

## تاثیر زمان و گذر خیابان بر مسجد
مسجد جمعه اردبیل به مرور زمان صدمات زیادی خورده‌است که آخرین و جدیدی‌ترین آن در سال ۱۳۵۷ بوده که در طی آن در جریان ساخت و توسعه امتداد خیابان سیمتری، بخش زیادی از تپه تاریخی از بین رفت و بدنه شرقی محوطه محراب مسجد دچار شکستگی و رانش شد. هم‌اکنون این مسجد به دلیل قرار گرفتن در مسیر حرکت وسایط نقلیه سنگین در معرض لرزش و فرسایش هر چه بیشتر قرار دارد و خطر تخریب و فرسودگی آن را تهدید می‌کند.